# James Harlan (senator)
James Harlan, född 26 augusti 1820 i Clark County, Illinois, död 5 oktober 1899 i Mount Pleasant, Iowa, var en amerikansk politiker. Han representerade delstaten Iowa i USA:s senat 1855-1865 och 1867-1873. Han tjänstgjorde som USA:s inrikesminister 1865-1866.
Harlan utexaminerades 1845 från Indiana Asbury University (numera DePauw University). Han flyttade sedan till Iowa City. Harlan studerade juridik och inledde 1850 sin karriär som advokat i Iowa. Han tackade nej till att bli whigpartiets kandidat i guvernörsvalet i Iowa 1850. Han var rektor för Iowa Wesleyan College 1853-1855.
Harlan blev 1855 invald i senaten som Free Soil Partys kandidat. Han bytte 1857 parti till republikanerna. Senator Harlan avgick 1865 för att efterträda John Palmer Usher som inrikesminister. I samband med ministerbytet sparkades flera av de anställda vid inrikesdepartementet. En av dem som fick sparken var Walt Whitman, en andra klassens ämbetsman vid byrån för indianärenden. Harlan läste diktboken Leaves of Grass som hade legat på Whitmans arbetsbord och ifrågasatte poetens moraliska karaktär strax innan han gav Whitman sparken. Långt senare påstod Harlan att han hade fattat beslutet helt enkelt av ekonomiska orsaker.
Harlan avgick 1866 som minister efter att han inte längre kunde stödja Andrew Johnsons politik. Han efterträdde 1867 Samuel J. Kirkwood som senator för Iowa. Harlan efterträddes sex år senare av William B. Allison.
Harlan var metodist. Hans grav finns på Forest Home Cemetery i Mount Pleasant, Iowa. En staty av Harlan finns i National Statuary Hall Collection i Kapitoliumbyggnaden.
Harlans hus Harlan-Lincoln House finns i Mount Pleasant. Harlans dotter Mary gifte sig med Abraham Lincolns son Robert Todd Lincoln. Harlans och Lincolns barnbarn tillbringade sina somrar i huset under Harlans livstid och senare ägdes huset av dottern Mary och svärsonen Robert.